# Arthur Straßner
Arthur Straßner (* 28. Juli 1851 in Hannesreuth; † 17. August 1936 in Nürnberg) war ein bayerischer Generalleutnant.

## Leben

### Militärkarriere
Straßner war der Sohn eines Forstmeisters. Nach dem Besuch des Kadettenkorps trat er mit dem Beginn des Krieges gegen Frankreich am 24. Juli 1870 als Unterleutnant in das 1. Artillerie-Regiment „Prinz Luitpold“ der Bayerischen Armee ein und nahm an der Belagerung von Paris teil.
Mitte November 1875 erfolgte seine Versetzung in das 1. Fußartillerie-Regiment „Bothmer“ und 1877/80 absolvierte er die Kriegsakademie, die ihm die Qualifikation für die Höhere Adjutantur aussprach. Zwischenzeitlich zum Premierleutnant aufgestiegen, wurde Straßner Anfang April 1881 in das 2. Feldartillerie-Regiment „vacant Brodeßer“ versetzt und war von Juni 1881 bis Oktober 1884 Adjutant der II. Abteilung. Unter Stellung à la suite seines Regiments wurde er Mitte November 1884 als Adjutant der 1. Feldartillerie-Brigade kommandiert und avancierte Anfang Mai 1886 zum Hauptmann. Mit der Ernennung zum Batteriechef trat Straßner Ende November 1886 in den Truppendienst zurück. Es folgten Verwendungen in gleicher Eigenschaft bei 5. und 4. Feldartillerie-Regiment. Dort rückte Straßner Mitte Juni 1893 zum überzähligen Major auf, wurde Ende September 1893 Kommandeur der neuerrichteten IV. Abteilung und in dieser Stellung am 7. November 1896 zum Oberstleutnant befördert. Vom 25. Dezember 1897 bis 26. September 1899 war er als etatmäßiger Stabsoffizier im 2. Feldartillerie-Regiment „Horn“ und wurde anschließend unter Beförderung zum Oberst Kommandeur des 4. Feldartillerie-Regiments „König“ in Augsburg. Daran schloss sich am 13. September 1901 seine Versetzung nach Würzburg als Kommandeur der 4. Feldartillerie-Brigade an. Anfang Juni 1902 wurde Straßner zum Generalmajor befördert und am 9. April 1905 in Genehmigung seines Abschiedsgesuches und unter Verleihung des Großkomturkreuzes des Militärverdienstordens mit der gesetzlichen Pension zur Disposition gestellt.
Während des Ersten Weltkriegs wurde Straßner ab dem 1. Oktober 1915 als Inspekteur der Technischen Institute wiederverwendet, bis man ihn am 22. Mai 1917 unter Verleihung des Charakters als Generalleutnant von seiner Kriegsverwendung enthob.

### Familie
Straßner verheiratete sich 1878 mit Ida Bürger. Aus der Ehe ging der Sohn Eugen (1882–1968) hervor, der wie sein Vater eine Militärkarriere einschlug und während des Zweiten Weltkriegs als Oberst Kommandeur des Wehrbezirkskommandos Budweis war. Er hatte am 14. Januar 1916 in München Gertrud Inama von Sternegg (* 1891) geheiratet, jüngste Tochter des bayerischen Generals der Infanterie Karl Inama von Sternegg (1851–1924).